# Zee Cine Award/Bestes Lied des Jahres
Der Zee Cine Award Best Track of the Year (bestes Lied des Jahres) ist eine Kategorie des indischen Filmpreises Zee Cine Award.
Der Zee Cine Award Best Track of the Year wird vom Publikum gewählt. Der Gewinner wird in der Verleihungsveranstaltung im März jeden Jahres bekanntgegeben. Der Preis wird seit 2004 verliehen.
Songs, die gewählt wurden:
| Jahr | Lied              | Film                | Deutscher Titel                |
| ---- | ----------------- | ------------------- | ------------------------------ |
| 2004 | Kal Ho Naa Ho     | Kal Ho Naa Ho       | Lebe und denke nicht an morgen |
| 2005 | Dhoom Machale     | Dhoom               | Dhoom! – Die Jagd beginnt      |
| 2006 | Kajra Re          | Bunty Aur Babli     | —                              |
| 2007 | Beedi Jalaile     | Omkara              | —                              |
| 2008 | Mauja Hi Mauja    | Jab We Met          | Jab We Met – Als ich Dich traf |
| 2009 | keine Verleihung  | keine Verleihung    | keine Verleihung               |
| 2010 | keine Verleihung  | keine Verleihung    | keine Verleihung               |
| 2011 | Munni Badnaam Hui | Dabangg             | —                              |
| 2012 | Chammak Challo    | Ra.One              | RA.One – Superheld mit Herz    |
| 2013 | Radha             | Student of the Year | —                              |
| 2014 | Tum Hi Ho         | Aashiqui 2          | —                              |